# Riesel (Texas)
Riesel es una ciudad ubicada en el condado de McLennan en el estado estadounidense de Texas. En el Censo de 2010 tenía una población de 1007 habitantes y una densidad poblacional de 95,6 personas por km².

## Geografía
Riesel se encuentra ubicada en las coordenadas 31°28′47″N 96°55′54″O / 31.47972, -96.93167. Según la Oficina del Censo de los Estados Unidos, Riesel tiene una superficie total de 10.53 km², de la cual 10.5 km² corresponden a tierra firme y (0.34%) 0.04 km² es agua.

## Demografía
Según el censo de 2010, había 1007 personas residiendo en Riesel. La densidad de población era de 95,6 hab./km². De los 1007 habitantes, Riesel estaba compuesto por el 91.56% blancos, el 0.89% eran afroamericanos, el 0.79% eran amerindios, el 0.3% eran asiáticos, el 0% eran isleños del Pacífico, el 5.06% eran de otras razas y el 1.39% pertenecían a dos o más razas. Del total de la población el 8.74% eran hispanos o latinos de cualquier raza.